# Pablo Miguel de Perlado
Pablo Miguel de Perlado (Sòria, Castella i Lleó, 1845 – Madrid, 6 de juny de 1870) fou un compositor castellà.
En la seva població nadiua va rebre les primeres lliçons musicals; vers l'any 1856 o 57 passà a Madrid, i ingressà en el Conservatori de Madrid, on va ser deixeble de piano de Manuel Mendizábal. Tornat a Sòria, durant uns cinc anys es dedicà al professorat; més tornà novament a la capital d'Espanya, on ingressà per segona volta en el Conservatori, on el juny de 1868 aconseguí el segon premi de piano.
Perlado es dedicà a la composició de petites obres del corrent que llavors era moda, per a piano i cant i piano sol, entre les quals havaneres, que aconseguiren força popularitat; però el que li proporcionà més gran fama fou l'himne republicà dedicat al general Pierrad. Poc temps després morí, als vint-i-cinc anys.